# Atentatul din 20 iulie 1944 împotriva lui Hitler

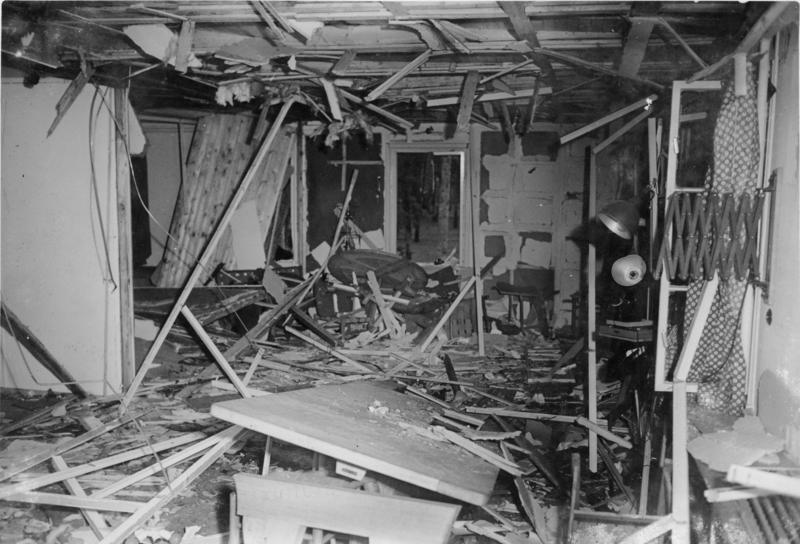
Baraca de campanie a lui Hitler în urma atentatului eșuat

Atentatul din 20 iulie 1944 a fost o tentativă de asasinare a dictatorului Adolf Hitler, liderul Germaniei naziste, care ar fi trebuit să fie urmată de Operațiunea Walküre, prin care complotiștii urmau să-și asigure controlul asupra țării. Conducătorul operațiunii a fost colonelul Claus von Stauffenberg, care făcea parte din statul major al Armatei de Rezervă, funcție care îi permitea să aibă acces la sala de raport a lui Hitler.
Atentatul din 20 iulie 1944 din Adăpostul lupului a fost punctul culminant al acțiunilor rezistenței germane, care încercase de mai multe ori fără succes să răstoarne regimul nazist. Eșecul complotului a dus la arestarea a peste 5.000 de oameni și la executarea a aproximativ 200 dintre ei, practic la zdrobirea rezistenței.

## Context general
Grupurile de conspiratori care plănuiau lovitura de stat existau în Wehrmacht și în Abwehr încă din 1938. Primii lideri complotiști au fost generalul de brigadă Hans Oster, șeful serviciului de informații militare, fostul șef al Marelui Stat Major, generalul Ludwig Beck și feldmareșalul Erwin von Witzleben. În 1938 și 1939 au fost concepute planuri pentru răsturnarea de la putere a lui Hitler pentru a-l împiedica să declanșeze un nou război mondial. Toate aceste planuri au fost abandonate din cauza nehotărârii generalilor armatei Franz Halder și Walter von Brauchitsch, dar și din cauza incapacității, până în 1939, a puterilor occidentale de a se opune agresiunii lui Hitler. Acest grup de rezistență militară și-a amânat planurile după ce führerul a câștigat o popularitate imensă ca urmare a succesului neașteptat din bătălia Franței.
În 1941 a fost format un nou grup conspirativ, condus de colonelul Henning von Tresckow, membru al statului major al feldmareșalului Fedor von Bock (care îi era unchi), comandantul Grupului de Armate Centru din Operațiunea Barbarossa. Tresckow a recrutat sistematic membri ai opoziției din cadrul Statului Major, formând unul dintre cele mai bine organizate grupuri de rezistență din cadrul armatei. Împotriva lui Hitler nu puteau fi făcute multe lucruri atâta vreme cât armatele germene înaintau triumfătoare în vestul Uniunii Sovietice, în anii 1941 și 1942, chiar și după eșecul din bătălia Moscovei (decembrie 1941), care a dus la demiterea lui Brauchitsch și Bock.
În 1942 Oster și Tresckow au reușit să refacă o rețea de rezistență funcțională. Cel mai important nou recrut al lor a fost generalul Friedrich Olbricht, șeful cartierului general din Bendlerblock (Berlin), care controla un sistem independent de comunicații al unităților de rezervă din toată Germania. Prin conectarea acestui nou recrut cu mai vechiul grup de rezistență a lui Tresckow din Grupul de Armate Centru a fost creată o grupare care putea organiza o lovitură de stat cu sorți de izbândă.
La sfârșitul aceluiași an Tresckow și Olbricht au formulat un plan de asasinare a lui Hitler și au fixat data loviturii de stat în martie 1943, în timpul vizitei dictatorului la cartierul general al Grupului de Armate Centru de la Smolensk. Pentru eliminarea lui Hitler fusese plănuită plasarea unei bombe la bordul aparatului de zbor cu care urma să se deplaseze führerul. Bomba nu a funcționat. A eșuat de asemenea o încercare de asasinare a lui Hitler în timpul vizitării unei expoziții de armament sovietic capturat. Eșecurile au demoralizat conspiratorii. În 1943, ei au încercat fără succes să recruteze comandanți de pe front importanți, precum mareșalul Erich von Manstein și mareșalul Gerd von Rundstedt.

## Planificarea loviturii de stat
Până pe la mijlocul anului 1943 soarta războiului s-a schimbat decisiv în defavoarea Germaniei. Complotiștii din rândurile armatei și aliații lor civili ajunseseră la concluzia că numai asasinarea lui Hitler ar fi putut deschide drumul către formarea unui guvern acceptabil pentru Aliații occidentali, guvern care să fi început tratativele pentru o pace separată. Semanarea unei păci separate cu occidentalii ar fi împiedicat Uniunea Sovietică să invadeze Germania și ar fi oprit vărsarea de sânge.
În august 1943 Tresckow a întâlnit un tânăr ofițer de stat major, colonelul Claus Schenk Graf von Stauffenberg. Stauffenberg, care fusese grav rănit în luptele din Africa de nord, era un politician conservator, naționalist și catolic practicant. Dacă la început întâmpinase cu entuziasm venirea la putere a naziștilor, corupția și ineficiența regimului instaurat de Hitler l-a deziluzionat. Stauffenberg a fost dezgustat de tratamentul aplicat evreilor și prizonierilor de război sovietici. Începând cu anul 1942, alături de alți ofițeri ai armatei germane, a devenit conștient că Hitler conducea Germania către dezastru și că din acest motiv dictatorul trebuia înlăturat de la putere. Anumite scrupule de ordin religios l-au împiedicat o vreme să accepte că singura cale de înlăturare de la putere a führerului era asasinatul. După dezastrul din bătălia de la Stalingrad, Stauffenberg a ajuns la concluzia că asasinarea lui Hitler era cel mai mic rău moral.
Olbricht le-a prezentat lui Tresckow și Stauffenberg o nouă strategie a loviturii de stat. Armata de rezervă avea un plan de acțiune numit Operațiunea Valkiria, care urma să fie declanșată în cazul izbucnirii mișcări anarhice din cauza bombardamentelor aliate sau în cazul unei răscoale de proporții a muncitorilor străini care prestatu muncă forțată în industria germană. Olbricht a sugerat că planul operațional putea fi folosit pentru mobilizarea Armatei de Rezervă, care ar fi putut prelua controlul asupra orașelor țării, ar fi dezarmat SS-ul și ar fi arestat conducerea nazistă, totul numai după asasinarea lui Hitler. Walküre putea fi declanșată doar de generalul Friedrich Fromm, comandantul Armatei de Rezervă, care trebuia ori să fie câștigat de partea conspiratorilor sau trebuia neutralizat. Fromm, ca și mulți alți ofițer de rang înalt, știa câte ceva despre conspirațiile militare care se pregăteau, dar nu le sprijinise niciodată activ, nici nu le trădase Gestapoului.
La sfârșitul anului 1943 și începutul anului următor, au existat cel puțin patru tentative ale conspiratorilor de a ajunge suficient de aproape de Hiler pentru a-l ucide cu o grenadă de mână sau cu focuri de pistol. Dar atari tentative deveneau treptat mai dificil de dus la bun sfârșit. Cum situația de pe front se deteriora constant, Hitler nu mai apărea aproape deloc în public și vizita foarte rar Berlinul. El își petrecea timpul în special la cartierul general din Prusia Răsăriteană (Wolfschanze) sau la vila sa din Berchtesgaden, în munții Bavariei. În ambele locații, Hitler era foarte bine păzit, iar printre vizitatori se numărau numai oameni pe care dictatorul îi cunoștea bine și în care avea deplină încredere. Himmler și Gestapoul erau tot mai îngrijorați în privința unui posibil complot împotriva lui Hitler, ofițerii de stat major fiind principala sursă de amenințare la siguranța dictatorului.
În vara anului 1944 era clar că Gestapoul se apropiase primejdios de mult de cercul conspiratorilor. Conspiratorii începuseră să creadă că acționau contra cronometru, date fiind situația de pe fronturi, (pe care, atât în răsărit cât și în apus, germanii se retrăgeau neîncetat), cât și situația din Germania. Tot mai mulți conspiratori au ajuns să creadă că mai aveau o singură șansă - și anume prin lichidarea lui Hitler. Pentru mulți dintre conspiratori, complotul împotriva lui Hitler a început să capete o importanță mai degrabă pentru salvarea onoarei ofițerilor, familiilor lor și armatei, părând tot mai evident că evenimentul ar fi avut consecințe din ce în ce mai mici pentru cursul istoriei.
Este surprinzător că, după luni de comploturi ale grupurilor de rezistență din Armată și a celor din aparatul de stat, în condițiile în care în mișcarea de rezistență erau implicați foarte mulți oameni, Gestapoul nu prinsese de veste. Gestapoul știa de fapt încă din februarie 1943 de existența grupurilor de rezistență din Abwehr (protejate de amiralul Wilhelm Canaris) și de rezistența civililor formată în jurul fostului primar al orașului Leipzig, Carl Goerdeler. Dacă toți complotiștii despre care existau informații sigure ar fi fost arestați, Gestapoului i-ar fi fost posibil să descopere și grupul din cadrul Grupului de Armate Centru, iar atentatul din 20 iulie 1944 nu ar mai fi avut loc. Unii cercetători au avansat ipoteza că Himmler a lăsat complotiștii, dintr-un motiv necunoscut, să-și continue încercările de asasinare.
Himmler a avutîn august 1943 cel puțin o conversație cu un opozant cunoscut – ministrul de finanțe al Prusiei, Johannes Popitz –, implicat în rețeaua lui Goerdeler. Lui Himmler i s-a oferit șansa să  se alăture opoziției și să-l înlăture pe Hitler și să asigure securitatea negociatorilor de pace. Această întâlnire s-a încheiat fără vreun rezultat, dar Popitz nu a fost arestat, și se pare că Himmler nu a făcut nimic pentru descoperirea restului rețelei care opera în birocrația de stat. Este posibil ca Himmler, care încă din 1943 știa că războiul este pierdut, să fi lăsat cu bună știință desfășurarea complotului, avându-se în vedere și împrejurarea că succesorul lui Hitler ar fi fost chiar el, Himmler, și că ar fi putut negocia o pace. Popitz nu era singurul care îl vedea pe Himmler ca pe un aliat potențial. Generalui von Bock l-a sfătuit pe Tresckow să ceară sprijinul lui Himmler, dar nu există nicio dovadă că s-a încercat așa ceva. Se pare că Goerdeler a menținut contacte indirecte cu Himmler prin intermediul lui Carl Langbehn. Biograful lui Canaris, Heinz Höhne, a sugerat că șeful serviciului de informații al armatei și Himmler ar fi încercat să schimbe regimul, dar aceasta este doar o speculație.

## 20 iulie
La 1 iulie 1944 Stauffenberg a fost numit șeful statului major al generalului Fromm la cartierul general al Armatei de rezervă din Bendlerstrasse, în centrul Berlinului. Această poziție îi permitea să participe la conferințele militare ale lui Hitler, atât în Prusia Răsăriteană, cât și la Berchtesgaden. Stauffenberg era astfel în măsură să atenteze la viața lui dictatorului, cu ajutorul unei bombe sau al unui pistol. Conspiratorii nu fuseseră multă vreme de acord cu ideea asasinării dictatorului din motive etice sau religioase, dar și-au schimbat poziția, poate și ca urmare a unor mărturii despre exterminarea la Auschwitz a aproximativ 250.000 de evrei unguri – punctul culminant al Holocaustui.
Între timp de partea conspiratorilor a fost adus un nou aliat important, generalul Carl-Heinrich von Stülpnagel, comandantul militar al trupelor de ocupație din Franța, care urma să preia controlul Parisului după asasinarea lui Hitler și să negocieze cu forțelel aliate un armistițiu imediat. Complotul era gata de a fi declanșat.
La începutul lui iulie Stauffenberg a participat, purtând o bombă în geantă, la două conferințe ale lui Hitler. Dar datorită faptului că s-a considerat că nu numai Hitler, dar și Himmler și poate și Göring ar fi trebuit să moară pentru ca operațiunea Walküre să aibă șansă de reușită, atentatul a fost amânat de fiecare dată în ultima clipă, deoarece Himmler nu era prezent la conferințele militare. De fapt, complotiștii ar fi trebuit să știe că Himmler de obicei nu participa la conferințele militare ale lui Hitler.
La 15 iulie, când Stauffenberg a zburat din nou spre Prusia Răsăriteană, condițiile sus amintite au fost abandonate. Conform noului plan, Stauffenberg urma să plaseze bomba în sala de conferințe în care era se afla Hitler cu temporizatorul pornit, și atentatorul să părăsească sala sub un pretext oarecare, să aștepte explozia și moartea dictatorului, să zboare la Berlin și să se alăture complotiștilor din  Bendlerblock. Urma apoi să fie declanșată operațiunea Walküe, iar Armata de rezervă urma să preia controlul asupra Germaniei și să-i aresteze pe principalii lideri naziști. Generalul Beck urma să fie numit șef al statului, fostul primar Goerdeler cancelar, iar Witzleben comandant suprem al armatei. Planul era ambițios, dar, cu un dram de noroc, nu era deloc nerealizabil.
O altă tentativă de asasinare a fost anulată în ultima clipă din motive care rămân necunoscute. Toți participanții la conversația telefonică care a dus la amânarea acestei tentative au murit până la sfârșitul anului 1944. Stauffenberg s-a reîntors la Berlin furios și dezamăgit. Plecând de la falsa prezumție că atentatul a avut loc și Hitler murise, la 15 iulie a fost declanșată parțial Operațiunea „Walküre”. Numai după depunerea unor eforturi uriașe și cu mult noroc, complotiștii au reușit să mascheze desfășurarea de forțe denumind-o „exercițiu de mobilizare”. La 18 iulie au apărut zvonuri, auzite și de Stauffenberg, conform cărora Gestapoul ar fi aflat de conspirație și că urmau să aibă loc arestări masive. Se pare că a fost o alarmă falsă, dar zvonurile au fost suficient de îngrijorătoare pentru a-i determina pe conspiratori să acționeze imediat. La ora 10:00 a zilei de 20 iulie, Stauffenberg a zburat la cartierul general de la Rastenburg ca să participe la o nouă conferință militară cu Hitler. Din nou, Stauffenberg avea o bombă în geantă. De menționat că, în ciuda maniei lui Hitler pentru securitate, ofițerii care se prezentau la conferințele militare nu erau supuși vreunei percheziții.
Conferința a început pe la ora 12:10. Stauffenberg a activat detonatorul, l-a plasat în masa de exploziv plastic preparat de Wessel von Freytag-Loringhoven și întreg ansamblul l-a introdus în geantă. A intrat în sala de conferințe și a plasat geanta cu bomba sub masa în jurul căreia se adunaseră Hitler și mai mult de 20 de ofițeri. După zece minute, Stauffenberg a părăsit camera sub un pretext oarecare. La 12:40 bomba a explodat, demolând cea mai mare parte a sălii de conferințe. Trei ofițeri și un stenograf au fost grav răniți și au murit curând. Dar Hitler a supraviețuit, suferind doar câteva răni neglijabile. Este posibil ca Hitler să fi scăpat din cauză că geanta cu explozibil fusese mutată în spatele piciorului mesei din stejar masiv, ceea ce l-ar fi ferit de explozie. Există prezumția că geanta ar fi putut fi mutată de un ofițer la capătul mesei opuse de locul unde se afla Hitler. Stauffenberg, după ce a auzit explozia și a văzut fum ieșind ferestrele cu geamuri sparte ale clădirii răvășite de explozie, a presupus că Hitler a murit, a sărit într-o mașină alături de Werner von Haeften și a fugit la aeroport. La ora 13:00, a decolat la bordul unui avion He 111 spre Berlin.
Înainte ca avionul lui Stauffenberg să aterizeze la Berlin (pe la ora 15:00), un alt membru al conspirației prezent la Rastenburg, generalul Erich Fellgiebel, a telefonat și a raportat că Hitler a supraviețuit atentatului. Acest telefon a făcut ca majoritatea complotiștilor să-și piardă curajul, judecând, poate pe bună dreptate, că mobilizarea „Walküre” nu mai avea nicio șansă în condițiile în care lumea urma să afle că Hitler supraviețuise. Confuzia a sporit în momentul în care Stauffenberg a aterizat la Berlin și a telefonat de la aeroport anunțând moartea lui Hitler. Complotiștii nu mai știau pe cine să creadă. În cele din urmă, la ora 16:00, Olbricht a dat ordinul de declanșare a Operațiunii „Walküre” și începerea mobilizării. Șovăielnicul general Fromm i-a telefonat mareșalului Wilhelm Keitel pentru a se asigura că Hitler este în viață. Keitel i-a cerut lui Fromm să-l găsească pe Stauffenberg. Keitel i-a spus lui Fromm că toate ițele complotul duc la cartierul lui general și că se află în mare primejdie să fie găsit vinovat de participare la atentat. Fromm a răspuns că crezuse tot timpul că Stauffenberg a fost alături de Hitler.
La ora 16:40 Stauffenberg și Haeften au ajuns la Bendlerblock. Fromm a profitat de situație și a schimbat tabăra și a încercat să-l aresteze pe Stauffenberg, dar a fost la rândul lui reținut de Olbricht și Stauffenberg sub amenințarea armelor. În acel moment însă, Himmler preluase controlul asupra întregii situații. El a dat ordinele necesare pentru contramandarea mobilizării operațiuni Walküre. În unele locuri, acțiunile loviturii de stat continuau, fiind conduse de ofițeri încredințați că Hitler murise. Ministerul Propagandei din Wilhelmstrasse, cu Joseph Goebbels în incintă, a fost înconjurat de trupe rebele, dar telefonul lui Goebbels nu a fost întrerupt. La Paris, Stülpnagel a dispus arestatrea comandanților SS și ai SD-ului (serviciul de securitate). La Viena, Praga și în alte câteva orașe mari, trupele rebele au ocupat birourile naziste și au arestat gauleiterii și ofițerii SS. 

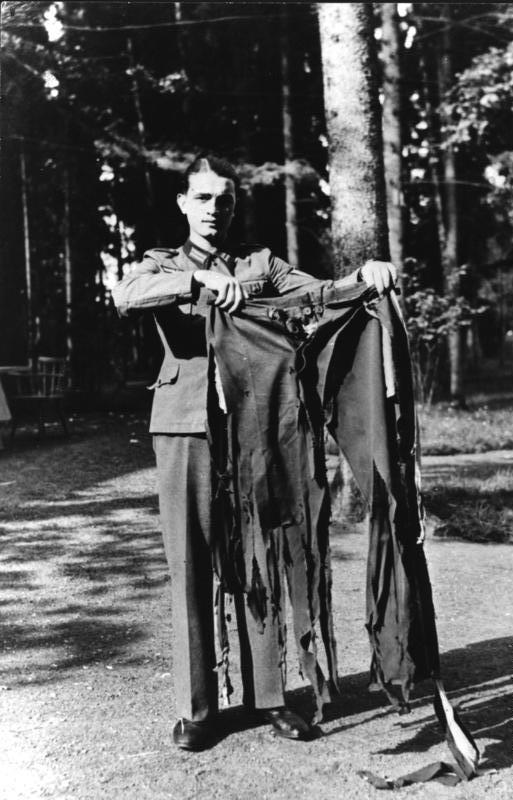
Un soldat ţinând pantalonii lui Hitler rupţi de suflul exploziei bombei.

Momentul decisiv a venit la ora 19:00, când Hitler a contactat ministerul propagandei. Goebbels a aranjat ca Hitler să poată vorbi cu Otto Remer, comandantul trupelor care împresuraseră clădirea ministerului. Otto Remer a fost asigurat că führerul era în viață și a primit de la acesta comanda să preia controlul asupra capitalei germane. La ora 20:00, Witzleben a sosit la Bendlerblock și s-a certat rău cu Stauffenberg, care mai insista încă să se continue acțiunile loviturii de stat. Witzleben a plecat la scurtă vreme. Cam în același timp, preluarea puterii la Paris a fost abandonată când Günther von Kluge,  care fusese numit de curând comandat șef al trupelor din vest, a aflat că Hitler era în viață și a trecut de partea regimului. Kluge l-a arestat în grabă pe Stülpnagel.
Membrii mai puțin hotărâți ai conspirației din Berlin au început să schimbe unul după altul tabăra. La Bendlerblock au izbucnit lupte între susținătorii complotului și și cei care se opuneau continuării lui. În timpul luptelor, Stauffenberg a fost rănit. Până la 23:00, Fromm a recâștigat controlul asupra garnizoanei, sperând ca prin zelul arătat să-și salveze pielea. Beck s-a sinucis, exemplul lui fiind urmat de mai mulți alți complotiști.
Fromm a declarat că a instituit o curte marțială cu un singur membru – chiar el – și i-a condamnat pe Olbricht, Stauffenberg, Haeften și pe Albrecht Mertz von Quirnheim la moarte. La ora 00:10 a zilei de 21 iulie, condamnații au fost executați în curtea cartierului general. Au urmat alte execuții, dar la ora 00:30 trupele SS conduse de Otto Skorzeny au ajuns la fața locului și a oprit orice execuție. Fromm s-a dus la Goebbels să pretindă că este cel care a înăbușit lovitura de stat. Fromm a fost arestat imediat.

## Participanții la conferința militară
La conferința militară au participat: 
- Adolf Hitler,
- Wilhelm Keitel,
- Alfred Jodl,
- Walter Warlimont,
- Franz von Sonnleithner,
- Herbert Buchs,
- stenograful Heinz Buchholz,
- Hermann Fegelein,
- Nicolaus von Below,
- Hans-Erich Voss,
- Otto Gunsche, adjutantul lui Hitler,
- Walter Scherff,
- Ernst John von Freyend,
- stenograful Heinrich Berger,
- Karl-Jesco von Puttkamer,
- Walther Buhle,
- Heinrich Borgmann,
- Rudolf Schmundt,
- Heinz Waizenegger,
- Karl Bodenschatz,
- Heinz Brandt,
- Günther Korten,
- Claus von Stauffenberg,
- Adolf Heusinger.

## Victimele atentatului
Au fost ucise patru persoane și alte cinci au fost rănite grav. Au murit:
- stenograful Heinrich Berger
- generalul maior Rudolf Schmundt,
- colonelul Heinz Brandt și
- generalul Günther Korten.

Cei răniți au fost:
- generalul Walter Scherff,
- contraamiralul Karl-Jesco von Puttkamer,
- locotenent-colonelul Heinrich Borgmann,
- generalul Karl Bodenschatz și
- generalul locotenent Adolf Heusinger.

## Urmări
În săptămânile care au urmat Gestapoul a arestat aproape pe oricine care ar fi avut o cât de mică legătură cu atentatul din 20 iulie. Descoperirea unor scrisori și jurnale ale ofițerilor implicați au dezvăluit poliției secrete și existența comploturilor din 1938, 1939 și 1943, ceea ce a dus la o nouă serie de arestări, inclusiv a lui Franz Halder, care a fost trimis într-un lagăr de concentrare. Himmler a proclamat o nouă lege a Sippenhaft (vina a sângelui), prin care toate rudele complotiștilor au fost arestate. Mai mulți complotiști s-au sinucis (Tresckow, Kluge, Erwin Rommel și alții). Lui Erwin Rommel, care fusese acuzat că, deși știa de complot, nu i-a raportat nimic lui Hitler, i s-a dat de ales între sinuciderea cu cianură și procesul intentat la Tribunalul Poporului. Dacă ar fi ales să se sinucidă, familia nu ar fi fost victimă a represaliilor lui Hitler. Dacă ar fi ales să fie judecat, nu ar fi avut nicio șansă de scăpare, iar familia lui ar fi fost executată odată cu el. Stülpnagel a încercat de asemenea să se sinucidă, dar a supraviețuit și a fost mai târziu spânzurat.
Câțiva complotiști au încercat să fugă sau să nege participarea la complot. Celor care au supraviețuit interogatoriilor li s-a organizat procese rapide la Tribunalul Poporului. În total, aproximativ 50000 de oameni au fost arestați, și cam 200 dintre ei au fost executați..
Nu toți cei executați au avut o legătură cu atentatul din 20 iulie, dar se pare că Gestapoul s-a folosit de ocazie pentru a-și regla conturile cu diferiți indivizi incomozi. După 3 februarie 1945, când Roland Freisler a fost ucis într-un raid aerian american, nu s-au mai organizat procese, dar la sfârșitul lunii aprilie, când războiul se apropia de sfârșit, a fost găsit jurnalul lui Canaris și o nouă serie de persoane au fost implicate. Execuțiile complotiștilor nou descoperiți au continuat până în ultimele zile ale războiului.
Primele procese au avut loc la Tribunalul Poporului la 7-8 august 1944. Hitler ordonase ca cei găsiți vinovați să fie „spânzurați precum vitele”.
Procesele și execuțiile au fost filmate și mai apoi vizionate de Hitler și anturajul său. Din inițiativa lui Goebbels, o versiune a acestor fime au fost mai târziu combinată într-o peliculă de 30 de minute.
Hitler credea că supraviețuirea sa ar fi fost „un moment divin al istoriei” și a ordonat înființarea unei noi decorații, pe care a acordat-o tuturor celor care s-au aflat în sala de conferințe în momentul atentatului.

## Filme
Filmul „Valkyrie” (2008).